# Eddie Irvine
Edmund "Eddie" Irvine, Jr. (født 10. november 1965 i Newtownards, County Down) er en tidligere professionel racerkører fra Nordirland.
Irvine begyndte sin karriere i 1983 og kørte fra 1988 i Formel 3, hvorefter han avancerede til Formel 3000 i 1989. Han debuterede i Formel 1 i 1993, hvor han kørte for Jordan. Sammen med Michael Schumacher blev han i 1996 hentet til Ferraris hold. Hans mest succesrige sæson var 1999, hvor han vandt fire løb. I 2000 forlod han Ferrari til fordel for Jaguar Racing-teamet. Han sluttede karrieren i 2002.